# Колобома
Колобома — розщеплення однієї з наступних структур ока: райдужної оболонки, сітківки, судинної оболонки, диска зорового нерва, кришталика, повіки. Колобома може розвиватися лише в одному очному яблуку чи одразу в обох, може бути вродженою або набутою.
Частота колобоми становить близько 0,5-0,7 на 10 000 новонароджених і є відносно рідкісним захворюванням.

## Патогенез
Після закінчення інвагінації очного міхура під час внутрішньоутробного розвитку формування очного келиха не проходить до кінця. Оскільки щілина очного каналу, як правило, розміщена назально (зі сторони носа) знизу, то вроджена колобома найчастіше локалізується в тій же ділянці. Набута колобома викликається зовнішніми силовими чинниками (нещасні випадки, при оперативних втручаннях). Тому частіше зустрічається розщеплення повіки чи райдужної оболонки.

## Клініка
Вплив колобоми на зір може бути різним і залежить від розмірів та локалізації розщеплення. Наприклад, якщо відсутня невелика частина райдужної оболонки, то зір може бути нормальним, тоді як при великому розщепленні сітківки чи зорового диска зір може бути значно зниженим, можуть бути відсутні великі ділянки зорових полів.
З вродженою колобомою часто поєднуються інші вади розвитку, зокрема й ока: мікроофтальмія (зменшення очного яблука в розмірі), глаукома, ністагм, скотома чи косоокість. Колобома може бути асоційованою з мутацією в PAX2 гені.

## Відомі люди з колобомою
- Джон Ріттер
- Генрі Кевелл
- тенісист Арно Клеман